# Balsa de Ves
Balsa de Ves község Spanyolországban, Albacete tartományban. Lakosainak száma 124 fő (2024).

## Földrajza
Balsa de Ves Casas de Ves, Villa de Ves, Cofrentes, Jalance és Requena községekkel határos.

## Népesség
A település lakosságának változását az alábbi diagram mutatja:
| Lakosok száma | 225  | 234  | 227  | 226  | 213  | 176  | 155  | 158  | 129  | 124  |
|               | 2001 | 2004 | 2006 | 2009 | 2011 | 2014 | 2016 | 2019 | 2021 | 2024 |